# Ad Petri Cathedram
Ad Petri Cathedram (česky: K Petrovu stolci) byla první encyklika vydaná papežem Janem XXIII. 29. června 1959. Byla promulgována po osmi měsících pontifikátu a zabývá se pravdou, jednotou a mírem v duchu lásky. Dokument obsahuje několik odkazů na plánovaný Druhý vatikánský ekumenický koncil, který se později konal v letech 1962–1965.
Nejednalo se o sociální dokument, který by určoval trendy, ani o doktrinální výklad, nýbrž o otcovské poselství, které bylo vnímáno jako vřelé a pastýřsky starostlivé.
Encyklika označila lhostejnost k pravdě za příčinu mnoha společenských zlořádů ve světě a vyzvala moderní komunikační prostředky a tisk, aby si uvědomily svou odpovědnost informovat pouze o pravdě. Encyklika se vyslovila pro větší jednotu mezi církvemi, národy, společenskými vrstvami a v rodinách. Tvrdila, že katolická církev se vyznačuje třemi jednotami: jednotou učení, jednotou organizace a jednotou bohoslužby. Poslední část encykliky byla výzvou k činnosti v řadě zásadních oblastí, včetně sociální spravedlnosti a boje proti falešným idejím.